# Departamento de Tarapacá (Chile)
El departamento de Tarapacá es una antigua división territorial de Chile, que pertenecía a la provincia de Tarapacá, a raíz del Tratado de Ancón. La cabecera del departamento fue Iquique. Fue creada a partir de la división del departamento peruano de Tarapacá. Con el DFL 8582 del 30 de diciembre de 1927, el departamento de Tarapacá pasa a ser departamento de Iquique. El DFL 8583 de la misma fecha, establece las nuevas comunas-subdelegaciones del departamento.
El proyecto de ley que creaba a la Provincia de Tarapacá y a los departamentos de Tarapacá y Pisagua fue aprobada por el Congreso el 31 de octubre de 1884. Este establecía que:

Art. 2°. Esta nueva provincia se dividirá en dos departamentos, denominados Tarapacá y Pisagua.

[...] El Departamento de Tarapacá, tendrá los límites siguientes : Al Norte, el departamento de Pisagua; al S., E. y O. los de la provincia.

Art. 3°. Será capital de la provincia y del departamento que lleva el nombre de Tarapacá, la ciudad y puerto de Iquique. [...]

## Límites
El Departamento de Tarapacá limitaba:
- al norte con el departamento de Pisagua
- al oeste con el océano Pacífico
- al sur con el departamento de Antofagasta.
- Al este con la cordillera de los Andes

## Administración
La administración estuvo en Iquique, cabecera del departamento, encargada de la administración local del departamento. En esta ciudad se encontraba la Gobernación Departamental y la Intendencia Provincial. 
| Municipalidad Sede | Subdelegaciones        |
| ------------------ | ---------------------- |
| Iquique            | 1a, Ferrocarril        |
| Iquique            | 2a, Aduana             |
| Iquique            | 3a, Santa María        |
| Iquique            | 4a, Cavancha           |
| Iquique            | 5a, Guantajaya         |
| Iquique            | 7a, Pozo Almonte       |
| Iquique            | 8a, Noria              |
| Caleta Buena       | 6a,* Caleta Buena      |
| Caleta Buena       | 11a, Tarapacá          |
| Pica               | 9a, Salitreras del Sur |
| Pica               | 10a, Guaneras          |
| Pica               | 12a, Pica              |
| Pica               | 13a, Guallacollo       |

* En el Decreto de Creación de Municipalidades se numera 8a y en el DFL 8583, se numera 6a, Caleta Buena. Se prefiere la numeración del DFL8583 para este caso 

## Subdelegaciones
Las subdelegaciones y distritos, cuyos límites asigna el decreto del 5 de noviembre de 1885 y 1 de diciembre de 1886, son los siguientes:
| Subdelegación                 | Distrito               |
| ----------------------------- | ---------------------- |
| 1.ª Ferrocarril               | 1 Hospital             |
| 1.ª Ferrocarril               | 2 La Parroquia         |
| 2.ª La Aduana                 | 1 La Puntilla          |
| 2.ª La Aduana                 | 2 El Muelle            |
| 3.ª Santa María               |                        |
| 4.ª Cavancha                  |                        |
| 5.ª Guantajaya                | 1 El Mineral           |
| 5.ª Guantajaya                | 2 Santa Rosa           |
| 6.ª Caleta Buena              | 1 Caleta               |
| 6.ª Caleta Buena              | 2 El Alto              |
| 7.ª Pozo Almonte              | 1 La Tirana            |
| 7.ª Pozo Almonte              | 2 Pueblo               |
| 7.ª Pozo Almonte              | 3 Huara                |
| 8.ª Noria                     | 1 Yungay               |
| 8.ª Noria                     | 2 Cocina               |
| 8.ª Noria                     | 3 Soledad              |
| 9.ª Salitreras del Sur        | 1 Patillos             |
| 9.ª Salitreras del Sur        | 2 La Pampa             |
| 10.ª Las Guaneras             | 1 Pabellón de Pica     |
| 10.ª Las Guaneras             | 2 Punta de Lobos       |
| 10.ª Las Guaneras             | 3 Guanillos            |
| 11.ª Tarapacá                 | 1 Quebrada de Tarapacá |
| 11.ª Tarapacá                 | 2 Mocha                |
| 11.ª Tarapacá                 | 3 Sibaya               |
| 11.ª Tarapacá                 | 4 Cariquima            |
| 11.ª Tarapacá                 | 5 Sotoca               |
| 11.ª Tarapacá                 | 6 Mamiña               |
| 12.ª Pica                     | 1 Matilla              |
| 12.ª Pica                     | 2 Canchones            |
| 13.ª Challacoyo (Challacollo) | 1 Cerro Gordo          |
| 13.ª Challacoyo (Challacollo) | 2 Guatacondo           |